# Myasishchev M-50
El Myasíshchev M-50 (en ruso: Мясищев M-50, designación OTAN: Bounder) fue un prototipo soviético de un bombardero estratégico supersónico que fue desarrollado por la Oficina de diseño Miasíshchev durante los años 1950, y que finalmente no llegó a entrar en servicio.

## Historia
El bombardero M-50 era un proyecto original de desarrollo de la Oficina de diseño Miasíshchev en 1956, para diseñar un avión bombardero estratégico supersónico experimental, pesado, de largo alcance y potente, de diseño cuatrirreactor, siendo construidos dos de estos grandes bombarderos para pruebas de nuevas tecnologías, que fueron denominados M-50, el primero para pruebas de vuelo y M-52 (este último se cree fue terminado en 1962). 
Su primer vuelo de prueba fue realizado el 27 de octubre de 1959. El M-50 estaba equipado con cuatro grandes y potentes motores de turbina, montados en sus alas en delta, dos Dobrynin VD-7M bajo las alas y dos Dobrynin VD-7B en las puntas de estas, un diseño original y único en su tipo, que estaba adelantado a su época.
A pesar de que el bombardero M-50/52 tenía un gran desempeño, con un gran alcance en combate y equipado con el nuevo misil M-61, que tenía un alcance de 100 km, capacidad de carga de armas convencionales y nucleares, y una velocidad supersónica (aunque no tan alta como la esperada en sus primeros vuelos de prueba), el programa fue cancelado ya que las autoridades soviéticas durante la época de Nikita Jruschov inclinaron su apoyo para financiar la construcción de un nuevo arsenal de misiles balísticos intercontinentales ICBM, ya que los consideraban más confiables y económicos que los bombarderos estratégicos supersónicos, aunque también se cree que el diseño del bombardero supersónico M-50/52 tenía muchos problemas en su estructura cuando realizaba vuelos supersónicos.
Debido a la aparición de nuevos misiles estratégicos con mayor precisión, embarcados en submarinos y barcos de guerra, estos aviones bombarderos supersónicos de largo alcance quedaron obsoletos y no se continuó con el desarrollo de nuevos modelos de producción en serie, debido a su alto costo de producción, costo operativo, mantenimiento, costo de vuelo por hora y función muy específica de atacar objetivos enemigos en caso de una guerra convencional o nuclear, pero recientemente, con los acuerdos de limitación de armas estratégicas START II entre Rusia y Estados Unidos para desmantelar los misiles ICBM, se ha iniciado un nuevo programa de diseño y desarrollo para la construcción de nuevos aviones bombarderos supersónicos de largo alcance, que volarán en el nuevo siglo y serán el nuevo surgimiento de este tipo de aviones bombarderos de diseño futurista.

## Diseño y desarrollo
El M-50 fue diseñado desde su inicio, como un bombardero supersónico pesado y de largo alcance, equipado con cuatro motores de turbina, dos motores Zubéts 17 que colgaban en góndolas bajos las alas, junto al fuselaje central y otros dos Zubéts 16 más pequeños, en la punta de cada ala en delta, un diseño original y único en su tipo. Fue diseñado con modelos a escala en modernos túneles de viento y los primeros programas de computadoras, para lograr un buen performance de vuelo a alta velocidad, un modelo a escala fue montado sobre el cono delantero de un misil, para probar su resistencia a altas velocidades.
En el diseño original para las primeras pruebas de vuelo, se había resuelto utilizar los nuevos motores Zubéts, pero las dificultades que estos presentaron durante sus primeras pruebas de desarrollo, obligaron a los ingenieros a utilizar los menos potentes Dobrynin, para las primeras pruebas de vuelo, lo que causaría que el M-50 no alcanzara velocidades mayores a Mach 1, en sus primeros vuelos; solo hasta el desarrollo del más completo y mejorado bombardero M-52, se alcanzarían velocidades supersónicas. Los motores necesarios para alcanzar velocidad supersónica, serían la mayor dificultad en el desarrollo del primer prototipo del M-50.
Para su época, el bombardero supersónico M-50 era una aeronave muy avanzada, su estructura estaba caracterizada por la combinación de alas en delta de gran extensión con estabilizadores traseros en flecha convencionales (deriva y estabilizador horizontal), una combinación de elementos muy distinta a la de aeronaves similares de la época, como el Convair B-58 Hustler y el Dassault Mirage IV.
El fuselaje central era circular y alargado como un misil, tenía alas muy delgadas para grandes velocidades montadas en la parte superior del fuselaje, construido con un nuevo sistema de soldadura para ocultar los remaches y las uniones, de las láminas de aluminio y titanio, con alerones y superficies de control muy delgadas; el tren de aterrizaje grande y pesado con cuatro ruedas, estaba conformado por dos principales bajo el fuselaje central, ubicados en tándem, uno delante del otro, con la bodega de carga de armas en el centro, apoyados por dos pequeños trenes de aterrizajes secundarios con dos ruedas, que fueron ubicados bajo las alas, junto a los motores externos, para mejorar la estabilidad del avión, en forma similar al bombardero occidental Boeing B-52 Stratofortress.
El tren de aterrizaje delantero con cuatro ruedas, era más alto para inclinar la parte delantera del avión y mejorar su elevación.
La tripulación conformada por un piloto y copiloto, sentados en tándem uno delante de otro, abordaba a la cabina de mando por compuertas bajo el fuselaje, en asientos que bajaban con un mecanismo hidráulico especial, como el diseño del bombardero supersónico bimotor Tu-22, la tripulación subía por escaleras externas y se sentaba, en estos nuevos modelos de asientos elevadores y luego, subían en forma automática hasta llevarlos a la cabina de mando, que tenía un nuevo diseño aerodinámico como un misil, para lograr alcanzar grandes velocidades.
Fue diseñado con una enorme bodega interna de armas, en el centro de su fuselaje circular y alargado, en donde también se conectaban las alas principales, entre el tren de aterrizaje delantero y trasero, lo cual le permitía llevar una carga útil de treinta toneladas en bombas convencionales y nucleares, y misiles, aunque estaba previsto desde su desarrollo inicial, que éste bombardero supersónico, estuviera equipado con el nuevo misil Myasíshchev M-61, para lanzarlo desde la bodega de carga de armas.
El único ejemplar superviviente del M-50 se encuentra en la actualidad en el Museo de la Fuerza Aérea de Mónino.

### M-54
El bombardero supersónico M-54, fue un proyecto experimental, en el cual se planteaba seguir desarrollando a futuro, el modelo del bombardero M-50/52 original, pero éste tendría menores dimensiones y peso, para lograr alcanzar grandes velocidades, similares al bombardero estratégico Convair B-58 Hustler estadounidense, pero a diferencia del M-50/52 original, el M-54 ubicaría sus cuatro motores en parejas bajo cada una de sus alas. El M-54 nunca pasaría de ser un diseño sobre el papel, para financiar la construcción de nuevos misiles balísticos intercontinentales ICBM y posteriormente, el nuevo bombardero supersónico Tu-160.

### La farsa verdadera de la propulsión nuclear
El 1 de diciembre de 1958, la revista estadounidense Aviation Week publicó un artículo titulado Soviets Flight Testing Nuclear Bomber (en Idioma español: los soviéticos prueban un bombardero de propulsión nuclear), en el que se explicaba, que los soviéticos avanzaban rápidamente en el desarrollo de un bombardero propulsado por nuevos motores nucleares. 
El artículo no solo decía que la aeronave era real, sino que también afirmaba que: "Un bombardero con propulsión nuclear estaba realizando vuelos de prueba en la Unión Soviética… Se ha observado tanto en vuelo como en tierra por una gran variedad de testigos extranjeros tanto de países comunistas como no comunistas."
En realidad el artículo resultó ser una farsa, ya que las fotografías revelaron que se trataba de un M-50/52, no un bombardero con propulsión nuclear, que aunque existía una teoría para fabricarlo, no podría volar por el peso del blindaje necesario para el Reactor y la cabina de mando, y la posibilidad, de contaminación radioactiva de la atmósfera durante su vuelo.
Sin embargo, después de la caída del telón de acero se desenmascaro el misterio de la revista Aviation Week. Tal rumor pasó por desapercibido y fue ocultado por la inteligencia estadounidense para no despertar alboroto dentro de la comunidad de científicos estadounidenses que casi al mismo tiempo trabajaban duramente por lograr el objetivo de un bombardero con propulsión nuclear. El prototipo Ruso usado para tal proyecto no fue el M-50, si no una unidad del famoso bombardero Tu-95. Realizó unos 40 vuelos de prueba y portaba dos motores turbohélices y dos motores alimentados por un reactor nuclear de ciclo directo, que provocaban una gran contaminación radioactiva y no tenían la suficiente protección para aislar a la tripulación de la radioactividad. El proyecto se canceló unos años más tarde.

## Variantes
M-50
Primer prototipo propulsado por motores Dobrynin DV-7 de velocidad subsónica.
M-52
Segundo prototipo propulsado por nuevos motores Zubéts, este alcanzaría velocidades supersónicas.
M-54
Proyecto de evolución del M-50/52 para fabricar en serie, pero que nunca llegaría a ser construido.

## Especificaciones

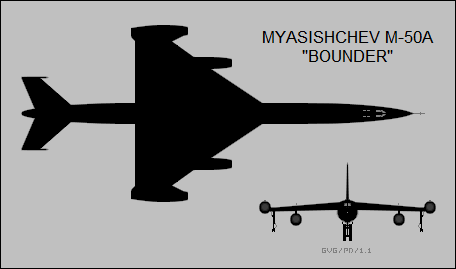
M-50

Referencia datos: Aerospecewed.com

### Características generales
- Tripulación: 2
- Longitud: 57,5 m (188,6 ft)
- Envergadura: 35,1 m (115,2 ft)
- Altura: 8,3 m (27,1 ft)
- Superficie alar: 290,6 m² (3128,1 ft²)
- Peso vacío: 85 000 kg (187 340 lb)
- Peso cargado: 175 000 kg (385 700 lb)
- Peso máximo al despegue: 200 000 kg (440 800 lb)
- Planta motriz: 4× Turborreactor Dovrynin VD-7M /VD-7B.
  - Empuje normal: 92 kN (9381 kgf; 20 683 lbf) de empuje cada uno.

### Rendimiento
- Velocidad máxima operativa (Vno): 1950 km/h (1212 MPH; 1053 kt)
- Velocidad crucero (Vc): 1500 km/h (932 MPH; 810 kt)
- Alcance: 7400 km (3996 nmi; 4598 mi)
- Techo de vuelo: 16 500 m (54 134 ft)
- Carga alar: 602 kg/m² (123,3 lb/ft²)
- Empuje/peso: 0.29

### Armamento
- Puntos de anclaje: 1 bahía interna con una capacidad de 30.000 kg, para cargar una combinación de:  
  - Bombas: 30 toneladas de bombas
  - Misiles: 

    - 1 x Myasíshchev M-61

### Aeronaves similares
- North American XB-70 Valkyrie
- Boeing XB-59
- Convair B-58 Hustler
- North American A-5 Vigilante
- Rockwell B-1 Lancer
- Dassault Mirage IV
- BAC TSR-2
- Tupolev Tu-22
- Sukhoi T-4